# Winter Mumba
Winter Mumba (... – Oceano Atlantico, 27 aprile 1993) è stato un calciatore zambiano, di ruolo difensore.

## Morte
Perì, assieme ai compagni di Nazionale, il 27 aprile 1993, coinvolto nel celebre disastro aereo dello Zambia.